# Абрамс, Рэй
Рэй Абрамс (англ. Ray Abrams; 19 апреля 1906 — 4 июня 1981) — американский художник-мультипликатор и режиссёр. Он начал свою карьеру в качестве мультипликатора  в Walter Lantz Productions, а также работал на студии мультфильмов Metro-Goldwyn-Mayer и Hanna-Barbera.

## Биография
Рэй Абрамс родился в 1906 году и вырос в поместье в Солт-Лейк-Сити, штат Юта. Он начал свою карьеру в Walt Disney Productions в конце 1920-х годов, где он работал сначало художником-инбитвином (англ. inbetween artist), а потом художник-мультипликатором в мультфильмах Alice Comedies и Oswald The Lucky Rabbit, затем перешел в студию Чарльза Минца вместе с большинством бывших сотрудников Disney, после он прибыл в студию Walter Lantz Productions в 1930 году. Через несколько лет он впоследствии перешел в мультипликационную студию Metro-Goldwyn-Mayer в 1937 году, и в основном работал над короткометражками под руководством  Текс Эйвери, а также над некоторыми сериями Том и Джерри.
В 1950 году он вернулся в студию Walter Lantz Productions.
С 1930 по 1965 год он работал в студии Walter Lantz Productions, в основном над фильмами «Вуди Вудпекер» и «Чилли Вилли».В 1965 году он переехал в Hanna-Barbera, где и оставался до своей смерти в 1981 году.
Рэй Абрамс умер в 1981 году в Лос-Анджелесе, штат Калифорния, в возрасте 75 лет.